# USA i olympiska sommarspelen 1984
USA var värdland för de olympiska sommarspelen 1984 i Los Angeles. Det var nittonde gången som USA deltog, efter att ha bojkottat sommar-OS i Moskva 1980. Truppen bestod av 522 deltagare, 339 män och 183 kvinnor. 
USA:s trupp erhöll sammanlagt 83 guldmedaljer, 61 silvermedaljer samt 30 bronsmedaljer.

## Basket
Herrar
Gruppspel
| Nr | Lag       | S | V | O | F | GM  | IM  | MS   | P  |
| -- | --------- | - | - | - | - | --- | --- | ---- | -- |
| 1  | USA       | 5 | 5 | 0 | 0 | 511 | 315 | +196 | 10 |
| 2  | Spanien   | 5 | 4 | 0 | 1 | 457 | 438 | +19  | 9  |
| 3  | Kanada    | 5 | 3 | 0 | 2 | 462 | 401 | +61  | 8  |
| 4  | Uruguay   | 5 | 2 | 0 | 3 | 403 | 460 | −57  | 7  |
| 5  | Kina      | 5 | 1 | 0 | 4 | 364 | 477 | −113 | 6  |
| 6  | Frankrike | 5 | 0 | 0 | 5 | 383 | 489 | −106 | 5  |

Slutspel
|  | Kvartsfinaler (6 augusti) | Kvartsfinaler (6 augusti) | Kvartsfinaler (6 augusti) |     |         | Semifinaler (8 augusti) | Semifinaler (8 augusti) | Semifinaler (8 augusti) |                        |                        | Final (10 augusti)     | Final (10 augusti)     | Final (10 augusti) |
|  |                           |                           |                           |     |         |                         |                         |                         |                        |                        |                        |                        |                    |
|  | A1                        | Jugoslavien               | 110                       |     |         |                         |                         |                         |                        |                        |                        |                        |                    |
|  | B4                        | Uruguay                   | 82                        |     |         |                         |                         |                         |                        |                        |                        |                        |                    |
|  | B4                        | Uruguay                   | 82                        |     | A1      | Jugoslavien             | 61                      |                         |                        |                        |                        |                        |                    |
|  |                           |                           |                           |     | A1      | Jugoslavien             | 61                      |                         |                        |                        |                        |                        |                    |
|  |                           | B2                        | Spanien                   | 74  |         |                         |                         |                         |                        |                        |                        |                        |                    |
|  | B2                        | B2                        | Spanien                   | 74  | Spanien | 101                     |                         |                         |                        |                        |                        |                        |                    |
|  | B2                        |                           |                           |     | Spanien | 101                     |                         |                         |                        |                        |                        |                        |                    |
|  | A3                        | Australien                | 93                        |     |         |                         |                         |                         |                        |                        |                        |                        |                    |
|  |                           |                           |                           |     |         |                         |                         |                         |                        |                        | B2                     | Spanien                | 65                 |
|  |                           |                           | B1                        | USA | 96      |                         |                         |                         |                        |                        |                        |                        |                    |
|  | B1                        | USA                       | 78                        |     |         |                         |                         |                         |                        |                        |                        |                        |                    |
|  | A4                        | Västtyskland              | 67                        |     |         |                         |                         |                         |                        |                        |                        |                        |                    |
|  | A4                        | Västtyskland              | 67                        |     | B1      | USA                     | 78                      |                         | Bronsmatch (9 augusti) | Bronsmatch (9 augusti) | Bronsmatch (9 augusti) | Bronsmatch (9 augusti) |                    |
|  |                           |                           |                           |     | B1      | USA                     | 78                      |                         | Bronsmatch (9 augusti) | Bronsmatch (9 augusti) | Bronsmatch (9 augusti) | Bronsmatch (9 augusti) |                    |
|  |                           | B3                        | Kanada                    | 59  |         |                         |                         |                         |                        |                        |                        |                        |                    |
|  | A2                        | B3                        | Kanada                    | 59  | Italien | 72                      |                         | A1                      | Jugoslavien            | 88                     |                        |                        |                    |
|  | A2                        |                           |                           |     | Italien | 72                      |                         | A1                      | Jugoslavien            | 88                     |                        |                        |                    |
|  | B3                        | Kanada                    | 78                        |     |         |                         |                         |                         |                        |                        | B3                     | Kanada                 | 82                 |

Damer
Gruppspel
| Lag         | V | F | PF  | PA  | PD   | Poäng | Tie   |
| ----------- | - | - | --- | --- | ---- | ----- | ----- |
| USA         | 5 | 0 | 431 | 265 | +166 | 10    |       |
| Sydkorea    | 4 | 1 | 292 | 302 | −10  | 9     |       |
| Kanada      | 2 | 3 | 313 | 335 | −22  | 7     | 1W–0L |
| Kina        | 2 | 3 | 318 | 348 | −30  | 7     | 0W–1L |
| Australien  | 1 | 4 | 267 | 317 | −50  | 6     | 1W–0L |
| Jugoslavien | 1 | 4 | 293 | 347 | −54  | 6     | 0W–1L |

Slutspel
Final
| 7 augusti |                                   | USA | 85–55 | Sydkorea |  | The Forum, Inglewood |
| 7 augusti | Resultat efter halv: 42–27, 43–28 |     |       |          |  | The Forum, Inglewood |

## Boxning
Lätt flugvikt
- Paul Gonzales →  Guld
  1. Första omgången — Besegrade Kim Kwang-Sun (KOR), 5:0
  2. Andra omgången — Besegrade William Bagonza (UGA), 5:0
  3. Kvartsfinal — Besegrade John Lyon (GBR), 4:1
  4. Semifinal — Besegrade Marcelino Bolivar (VEN), 5:0
  5. Final — Besegrade Salvatore Todisco (ITA), walk-over

Flugvikt
- Steve McCrory →  Guld
  1. Första omgången — Besegrade Tad Joseph (GRN), walk-over
  2. Andra omgången — Besegrade Fausto Garcia (MEX), RSC-1
  3. Kvartsfinal — Besegrade Peter Ayesu (MLW), 5:0
  4. Semifinal — Besegrade Eyüp Can (TUR), 5:0
  5. Final — Besegrade Redzep Redzepovski (YUG), 4:1

Bantamvikt
- Robert Shannon
  1. Första omgången — Bye
  2. Andra omgången — Besegrade Sammy Mwangi (KEN), 5-0
  3. Tredje omgången — Förlorade mot Moon Sung-Kil (KOR), domaren stoppade matchen i tredje omgången

Mellanvikt
- Virgil Hill →  Silver
  1. Första omgången – Besegrade Edward Neblett (BAR), domaren stoppade matchen i andra omgången
  2. Andra omgången – Besegrade Brian Schumacher (GBR), på poäng (5:0)
  3. Kvartsfinal – Besegrade Damir Škaro (YUG), på poäng (4:1)
  4. Semifinal – Besegrade Mohamed Zaoui (ALG), på poäng (5:0)
  5. Final – Förlorade mot Shin Joon-Sup (KOR), på poäng (2:3)

Tungvikt
- Henry Tillman →  Guld
  1. Första omgången – Bye
  2. Andra omgången – Besegrade Marvin Perez (BOL), RSC-1
  3. Kvartsfinal – Besegrade Tevita Taufoou (TNG), RSC-2
  4. Semifinal – Besegrade Angelo Musone (ITA), 5:0
  5. Final – Besegrade Willie DeWit (CAN), 5:0

## Bågskytte
Damernas individuella
- Katrina King — 2508 poäng (→ 7:e plats)
- Ruth Rowe — 2477 poäng (→ 12:e plats)
- Benita Edds — 2366 poäng (→ 34:e plats)

Herrarnas individuella
- Darrell Pace — 2616 points (→  Guld och olympiskt rekord)
- Richard McKinney — 2564 poäng (→  Silver)
- Glenn Meyers — 2488 poäng (→ 12:e plats)

## Cykling
Herrarnas linjelopp
- Alexi Grewal — 4:59:57 (→  Guld)
- Davis Phinney — +1:19 (→ 5:e plats)
- Thurlow Rogers — +1:19 (→ 6:e plats)
- Ron Kiefel — +1:43 (→ 9:e plats)

Damernas linjelopp
- Connie Carpenter-Phinney — 2:11:14 (→  Guld)
- Rebecca Twigg — 2:11:14 (→  Silver)
- Janelle Parks — 2:13:28 (→ 10:e plats)
- Kristin Inga Thompson — 2:13:28 (→ 21:e plats)

## Fotboll
Herrar
Gruppspel
|            | Spelade | Vinster | Oavgjorda | Förluster | Gjorda mål | Insläppta mål | Poäng |
| ---------- | ------- | ------- | --------- | --------- | ---------- | ------------- | ----- |
| Italien    | 3       | 2       | 0         | 1         | 2          | 1             | 4     |
| Egypten    | 3       | 1       | 1         | 1         | 5          | 3             | 3     |
| USA        | 3       | 1       | 1         | 1         | 4          | 2             | 3     |
| Costa Rica | 3       | 1       | 0         | 2         | 2          | 7             | 2     |

## Friidrott
Herrarnas 400 meter
- Alonzo Babers
  - Heat — 45,81
  - Kvartsfinal — 44,75
  - Semifinal — 45,17
  - Final — 44,27 (→  Guld)

- Antonio McKay
  - Heat — 45,55
  - Kvartsfinal — 44,72
  - Semifinal — 44,92
  - Final — 44,71 (→  Brons)

- Sunder Nix
  - Heat — 45,42
  - Kvartsfinal — 45,31
  - Semifinal — 45,51
  - Final — 44,75 (→ 5:e plats)

Herrarnas 5 000 meter
- Doug Padilla
  - Heat — 13:52,56
  - Semifinal — 13:41,73
  - Final — 13:23,56 (→ 7:e plats)

- Don Clary
  - Heat — 13:44,97
  - Semifinal — 13:46,02 (→ gick inte vidare)

- Steve Lacy
  - Heat — 13:46,16
  - Semifinal — 13:46,65 (→ gick inte vidare)

Herrarnas 10 000 meter
- Pat Porter
  - Försöksheat — 28:19,94
  - Final — 28:34,59 (→ 15:e plats)

- Craig Virgin
  - Försöksheat — 28:37,58 (→ gick inte vidare)

- Paul Cummings
  - Försöksheat — 29:09,82 (→ gick inte vidare)

Men's Marathon
- Pete Pfitzinger — 2:13:53 (→ 11:e plats)
- Alberto Salazar — 2:14:19 (→ 15:e plats)
- John Tuttle — fullföljde inte (→ ingen placering)

Herrarnas höjdhopp
- Dwight Stones
  - Kval — 2,24m
  - Final — 2,31m (→ 4:e plats)

- Doug Nordquist
  - Kval — 2,24m
  - Final — 2,29m (→ 5:e plats)

- Milton Goode
  - Kval — 2,24m
  - Final — ingen notering (→ ingen placering)

Herrarnas längdhopp
- Carl Lewis
  - Kval — 8,30m
  - Final — 8,54m (→  Guld)

- Larry Myricks
  - Kval — 8,02m
  - Final — 8,16m (→ 4:e plats)

- Mike McRae
  - Kval — 7,89m
  - Final — 7,63m (→ 11:e plats)

Herrarnas tresteg
- Al Joyner
  - Final — 17,26m (→  Guld)

- Mike Conley
  - Final — 17,18m (→  Silver)

- Willie Banks
  - Final — 16,75m (→ 6:e plats)

Herrarnas spjutkastning
- Tom Petranoff
  - Kval — 85,96m
  - Final — 78,40m (→ 10:e plats)

- Duncan Atwood
  - Kval — 79,34m
  - Final — 78,10m (→ 11:e plats)

- Steve Roller
  - Kval — 75,50m (→ gick inte vidare, 18:e plats)

Herrarnas stavhopp
- Mike Tully
  - Kval — 5,45m
  - Final — 5,65m (→  Silver)

- Earl Bell
  - Kval — 5,45m
  - Final — 5,60m (→  Brons)

- Doug Lytle
  - Kval — 5,30m
  - Final — 5,40m (→ 6:e plats)

Herrarnas kulstötning
- Mike Carter
  - Kval — 20,69 m
  - Final — 21,09 m (→  Silver)

- Dave Laut
  - Kval — 20,01 m
  - Final — 20,97 m (→  Brons)

- Augie Wolf
  - Kval — 20,55 m
  - Final — 20,93 m (→ 4:e plats)

Herrarnas diskuskastning
- Mac Wilkins
  - Final — 66,30 m (→  Silver)

- John Powell
  - Final — 65,46 m (→  Brons)

- Art Burns
  - Final — 64,98 m (→ 5:e plats)

Herrarnas släggkastning
- Bill Green
  - Kval — 71,38 m
  - Final — 75,60 m (→ 5:e plats)

- Jud Logan
  - Kval — 71,18 m (→ gick inte vidare)

- Ed Burke
  - Kval — 67,52 m (→ gick inte vidare)

Herrarnas tiokamp
- John Crist
  - Slutlig placering — 8130 poäng (→ 6:e plats)

- Jim Wooding
  - Slutlig placering — 8091 poäng (→ 7:e plats)

- Tim Bright
  - Slutlig placering — 7862 poäng (→ 12:e plats)

Herrarnas 20 kilometer gång
- Marco Evoniuk
  - Final — 1:25:42 (→ 7:e plats)

- Jim Heiring
  - Final — 1:30:20 (→ 23:e plats)

- Daniel O'Connor
  - Final — 1:35:12 (→ 33:e plats)

Herrarnas 50 kilometer gång
- Carl Schueler
  - Final — 3:59:46 (→ 6:e plats)

- Vince O'Sullivan
  - Final — 4:22:51 (→ 14:e plats)

- Marco Evoniuk
  - Final — DNF (→ ingen placering)

Damernas 1 500 meter
- Ruth Wysocki
  - Heat — 4:06,65
  - Final — 4:08,32 (→ 8:e plats)

- Missy Kane
  - Heat — 4:11,86 (→ gick inte vidare)

- Diana Richburg
  - Heat — 4:13,35 (→ gick inte vidare)

Damernas 3 000 meter
- Mary Decker
  - Heat — 8,44,38
  - Final — fullföljde inte (→ ingen placering)

- Cindy Bremser
  - Heat — 8:43,97
  - Final — 8:42,78 (→ 4:e plats)

- Joan Hansen
  - Heat — 8:58,64
  - Final — 8:51,53 (→ 8:e plats)

Damernas maraton
- Joan Benoit
  - Final — 2:24:52 (→  Guld)

- Julie Brown
  - Final — 2:47:33 (→ 36:e plats)

- Julie Isphording
  - Final — fullföljde inte (→ ingen placering)

Damernas 400 meter häck
- Judi Brown
  - Heat — 55,97
  - Semifinal — 55,97
  - Final — 55,20 (→  Silver)

- Shariella Barksdale
  - Heat — 56,89
  - Semifinal — 56,19 (→ gick inte vidare)

- Angela Wright-Scott
  - Heat — 59,77 (→ gick inte vidare)

Damernas längdhopp
- Angela Thacker
  - Kval — 6,36 m
  - Final — 6,78 m (→ 4:e plats)

- Jackie Joyner-Kersee
  - Kval — 6,76 m
  - Final — 6,77 m (→ 5:e plats)

- Carol Lewis
  - Kval — 6,55 m
  - Final — 6,43 m (→ 9:e plats)

Damernas höjdhopp
- Joni Huntley
  - Kval — 1,90m
  - Final — 1,97m (→  Brons)

- Louise Ritter
  - Kval — 1,90m
  - Final — 1,91m (→ 8:e plats)

- Pamela Spencer
  - Kval — 1,90m
  - Final — 1,85m (→ 11:e plats)

Damernas diskuskastning
- Leslie Deniz
  - Kval — 56,24m
  - Final — 64,86m (→  Silver)

- Laura De Snoo
  - Kval — 53,76m
  - Final — 54,84m (→ 10:e plats)

- Lorna Griffin
  - Kval — 53,34m
  - Final — 50,16m (→ 12:e plats)

Damernas kulstötning
- Carol Cady
  - Final — 17,23 m (→ 7:e plats)

- Lorna Griffin
  - Final — 17,00 m (→ 9:e plats)

- Ramona Pagel
  - Final — 16,06 m (→ 11:e plats)

Damernas spjutkastning
- Karin Smith
  - Kval — 61,38m
  - Final — 62,06m (→ 8:e plats)

- Cathy Sulinski
  - Kval — 59,00m
  - Final — 58,38m (→ 10:e plats)

- Lynda Suffin
  - Kval — 55,92m (→ gick inte vidare)

Damernas sjukamp
- Jackie Joyner
  - Slutlig placering — 6385 poäng (→  Silver)

- Cindy Greiner
  - Slutlig placering — 6281 poäng (→ 4:e plats)

- Jodi Anderson
  - Slutlig placering — fullföljde inte (→ ingen placering)

## Fäktning
Herrarnas florett
- Peter Lewison
- Greg Massialas
- Mike McCahey

Herrarnas florett, lag
- Mike Marx, Greg Massialas, Peter Lewison, Mark Smith, Mike McCahey

Herrarnas värja
- Stephen Trevor
- Robert Marx
- Lee Shelley

Herrarnas värja, lag
- Robert Marx, John Moreau, Peter Schifrin, Lee Shelley, Stephen Trevor

Herrarnas sabel
- Peter Westbrook
- Steve Mormando
- Michael Lofton

Herrarnas sabel, lag
- Peter Westbrook, Steve Mormando, Phillip Reilly, Joel Glucksman, Michael Lofton

Damernas florett
- Debra Waples
- Vincent Bradford
- Jana Angelakis

Damernas florett, lag
- Vincent Bradford, Sharon Monplaisir, Susan Badders, Debra Waples, Jana Angelakis

## Gymnastik

USA:s president Ronald Reagan tillsammans med guldmedaljören Mary Lou Retton.

## Handboll
Herrar
Gruppspel
| Rank | Lag          | Pld | W | D | L | GF  | GA  | Poäng |  | Västtyskland | Danmark | Sverige | Spanien | USA   | Sydkorea |
| ---- | ------------ | --- | - | - | - | --- | --- | ----- |  | ------------ | ------- | ------- | ------- | ----- | -------- |
| 1.   | Västtyskland | 5   | 5 | 0 | 0 | 114 | 95  | 10    |  | X            | 20:18   | 18:17   | 18:16   | 21:19 | 37:25    |
| 2.   | Danmark      | 5   | 4 | 0 | 1 | 115 | 99  | 8     |  | 18:20        | X       | 26:19   | 21:16   | 19:16 | 31:28    |
| 3.   | Sverige      | 5   | 3 | 0 | 2 | 119 | 110 | 6     |  | 17:18        | 19:26   | X       | 26:25   | 21:18 | 36:23    |
| 4.   | Spanien      | 5   | 2 | 0 | 3 | 105 | 106 | 4     |  | 16:18        | 16:21   | 25:26   | X       | 17:16 | 31:25    |
| 5.   | USA          | 5   | 0 | 1 | 4 | 91  | 100 | 1     |  | 19:21        | 16:19   | 18:21   | 16:17   | X     | 22:22    |
| 6.   | Sydkorea     | 5   | 0 | 1 | 4 | 123 | 157 | 1     |  | 25:37        | 28:31   | 23:36   | 25:31   | 22:22 | X        |

Damer
| Rank   | Lag          | Pld | W | D | L | GF  | GA  | Poäng |  | Socialistiska federativa republiken Jugoslavien | Sydkorea | Kina  | USA   | Västtyskland | Österrike |
| ------ | ------------ | --- | - | - | - | --- | --- | ----- |  | ----------------------------------------------- | -------- | ----- | ----- | ------------ | --------- |
| Gold   | Jugoslavien  | 5   | 5 | 0 | 0 | 143 | 102 | 10    |  | X                                               | 29:23    | 31:25 | 33:20 | 20:19        | 30:15     |
| Silver | Sydkorea     | 5   | 3 | 1 | 1 | 125 | 119 | 7     |  | 23:29                                           | X        | 24:24 | 29:27 | 26:17        | 23:22     |
| Bronze | Kina         | 5   | 2 | 1 | 2 | 112 | 115 | 5     |  | 25:31                                           | 24:24    | X     | 22:25 | 20:19        | 21:16     |
| 4.     | Västtyskland | 5   | 2 | 0 | 3 | 91  | 100 | 4     |  | 19:20                                           | 17:26    | 19:20 | 18:17 | X            | 18:17     |
| 5.     | USA          | 5   | 2 | 0 | 3 | 114 | 123 | 4     |  | 20:33                                           | 27:29    | 25:22 | X     | 17:18        | 25:21     |
| 6.     | Österrike    | 5   | 0 | 0 | 5 | 91  | 117 | 0     |  | 15:30                                           | 22:23    | 16:21 | 21:25 | 17:18        | X         |

## Landhockey
Damer
| Placering | Land          | Spelade | V | O | F |    |    |     | Poäng |
| --------- | ------------- | ------- | - | - | - | -- | -- | --- | ----- |
| 1         | Nederländerna | 5       | 4 | 1 | 0 | 14 | 6  | 8   | 9     |
| 2         | Västtyskland  | 5       | 2 | 2 | 1 | 9  | 9  | 0   | 6     |
| 3         | USA           | 5       | 2 | 1 | 2 | 9  | 7  | 2   | 5     |
| 4         | Australien    | 5       | 2 | 1 | 2 | 9  | 7  | 2   | 5     |
| 5         | Kanada        | 5       | 2 | 1 | 2 | 9  | 11 | -2  | 5     |
| 6         | Nya Zeeland   | 5       | 0 | 0 | 5 | 2  | 12 | -10 | 0     |

Herrar
Gruppspel
| Lag          | Poäng | Spelade | W | D | L | GF | GA | GD  |
| ------------ | ----- | ------- | - | - | - | -- | -- | --- |
| Australien   | 10    | 5       | 5 | 0 | 0 | 17 | 4  | +13 |
| Västtyskland | 7     | 5       | 3 | 1 | 1 | 12 | 4  | +8  |
| Indien       | 7     | 5       | 3 | 1 | 1 | 14 | 9  | +5  |
| Spanien      | 4     | 5       | 2 | 3 | 0 | 11 | 12 | −1  |
| Malaysia     | 2     | 5       | 1 | 4 | 0 | 6  | 17 | −11 |
| USA          | 0     | 5       | 0 | 5 | 0 | 4  | 18 | −14 |

     Kvalificerade till semifinal

## Modern femkamp
Herrarnas individuella tävling
- Mike Storm
- Greg Losey
- Dean Glenesk

Herrarnas lagtävling
- Mike Storm
- Greg Losey
- Dean Glenesk

## Simhopp
Herrarnas 3 m
- Greg Louganis
  - Kval — 752,37
  - Final — 754,41 (→  Guld)

- Ronald Merriott
  - Kval — 628,47
  - Final — 661,32 (→  Brons)